# Idioma preprotoindoeuropeo
El preprotoindoeuropeo es una propuesta teórica de varios autores, entre ellos, Francisco Rodríguez Adrados, que postula que el protoindoeuropeo más tardío que dio lugar a las lenguas indoeuropeas de las ramas no anatolias. Se ha postulado que gran parte de la flexión nominal y verbal que se reconstruye a partir de la mayor parte de ramas del indoeuropeo es un desarrollo posterior. Pero que la información aportada por la rama anatolia, así como la reconstrucción interna permitiría reconstruir parcialmente un estadio de la lengua diferente caracterizado por una lengua con mucha menor flexión.

## Terminología
Debe tenerse en cuenta que diferentes autores, usan diferente términos para referirse a los estratos más antiguos del protoindoeuropeo:
- Por un lado algunos autores usan el término protoindoeuropeo para referirse al protoindoeuropeo clásico o protoindoeuropeo tardío (del que derivarían todas las ramas excepto la rama anatolia, que fue la primera en separarse. Y usan el término protoindoanatolio para referirse al estadio con menor flexión nominal y verbal, que otros autores denominan preprotoindoeuropeo.
- Por otro lado, otros autores como Adrados, usan el término protoindoeuropeo para referirse al estadio más antiguo parcialmente reconstruible, del que derivarían tanto el protoidoeuropeo flexional más tardío como el protoanatolio.